# Rudolf Otto Bohnacker
Rudolf Otto Bohnacker (* 26. Januar 1925; † 25. August 2013) war ein deutscher Unternehmer.

## Werdegang
Bohnacker gründete 1954 in Blaubeuren die Firma Element System, die auf die Herstellung von  Ladenbau- und Regalbausystemen spezialisiert ist. Mit der Erweiterung der Produktionsstätten zog das Unternehmen 1959 nach Rottenacker um.

## Ehrungen
- 1992: Verdienstkreuz am Bande der Bundesrepublik Deutschland
- Ehrenbürger von Rottenacker